# 阿卢伊
阿卢伊（法語：Allouis，法語發音：[alwi]）是法国谢尔省的一个市镇，位于该省西部偏北，属于维耶尔宗区。

## 地理
阿卢伊（47°9'57"N, 2°13'37"E）面积35.59 平方千米，位于法国中央-卢瓦尔河谷大区谢尔省，该省份为法国中部省份，北起卢瓦雷省，西接卢瓦-谢尔省和安德尔省，南至克勒兹省，东南接阿列省，东临涅夫勒省。
与阿卢伊接壤的市镇（或旧市镇、城区）包括：阿洛尼、贝里-布伊、富瓦西、耶夫尔河畔默安、圣埃卢瓦德日、圣洛朗、巴朗容河畔维纽。

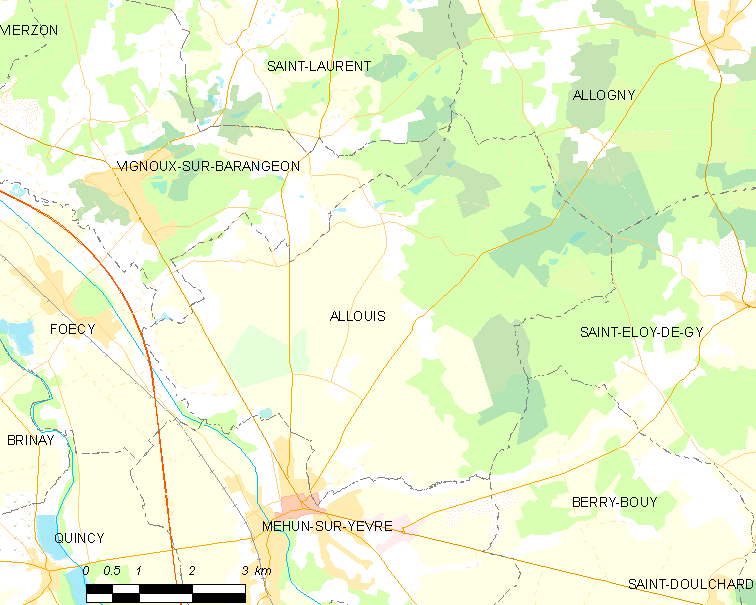
阿卢伊的OSM定位图

阿卢伊的时区为UTC+01:00、UTC+02:00（夏令时）。

## 行政
阿卢伊的邮政编码为18500，INSEE市镇编码为18005。

## 政治
阿卢伊所属的省级选区为耶夫尔河畔默安县。

## 人口

1962-2008年间阿卢伊人口变化图示

阿卢伊于2022年1月1日时的人口数量为1052人。